# Pliego
Pliego é um município da Espanha na província e comunidade autónoma de Múrcia. Tem 29 km² de área e em 2021 tinha 3 868 habitantes (densidade: 133,4 hab./km²).

## Demografia
| Variação demográfica do município entre 1991 e 2004 | Variação demográfica do município entre 1991 e 2004 | Variação demográfica do município entre 1991 e 2004 | Variação demográfica do município entre 1991 e 2004 |
| --------------------------------------------------- | --------------------------------------------------- | --------------------------------------------------- | --------------------------------------------------- |
| 1991                                                | 1996                                                | 2001                                                | 2004                                                |
| 3327                                                | 3373                                                | 3413                                                | 3507                                                |